# Cophura hurdi
Cophura hurdi är en tvåvingeart som beskrevs av Hull 1960. Cophura hurdi ingår i släktet Cophura och familjen rovflugor.
Artens utbredningsområde är Kalifornien. Inga underarter finns listade i Catalogue of Life.